# 対戦ダイアグラム
対戦ダイアグラム（たいせんダイアグラム）、あるいは対戦ダイヤグラムは、コンピュータゲーム特に対戦型格闘ゲームにおいて、登場キャラクター同士の有利・不利といった相性を表にしたものである。（日本国内において）日常でより一般的意味の「交通機関の運行計画を図示したもの」との混乱のおそれの少ない場合、単に「ダイア（ヤ）グラム」とも呼ばれる。以下、本項目では単に「ダイアグラム」と記述する。

## 概要
登場するキャラクターの数が多数となる対戦型格闘ゲームにおいては、キャラクター間の個性付けの結果、キャラクター同士の有利・不利が存在することが多い。一例として「スピードに優れているキャラ」、「パワーに優れているキャラ」、「スピード・パワーどちらも平均的なキャラ」の3者がいたとする。スピードキャラは平均キャラに強く、平均キャラはパワーキャラに強く、パワーキャラはスピードキャラに強い、と設定されることが考えられる。こういったキャラ同士の有利・不利を表にしたものがダイアグラムである。多くの場合、さらにそれを数値化し合計を求めてキャラクターの強さに序列をつけ、これをキャラランクと言う。キャラランクの低い弱キャラに対して不利でキャラランクの高い強キャラに対して有利の付くキャラはダイヤブレイカーと呼ばれる。
n人のキャラが登場するゲームの場合（「同キャラ対決」すなわち同じキャラクター同士での戦いが起こった場合は互角であるとして考えないとすると）n(n-1)/2通りの組み合わせが生じる。またゲームへの熟達度、各キャラの評価によって、また後述の通り作成方式によっても同じ作品でも作成者により作られるダイアグラムは異なる。
対戦型格闘ゲームが流行となった1990年代頃から、『ゲーメスト』などゲーム雑誌に掲載されるようになった。また、ギルティギアシリーズやAC北斗の拳など、アークシステムワークスの制作するタイトルでは筐体毎に、全試合の記録から算出し、集計結果が表示されている。

## 実例
作成方式はいくつかあるが、ここでは3例を示す。

### 勝率方式
勝率をそのまま点数にする方式。
例えば、AとBが100試合した時に、Aの60勝40敗になった場合、A:B=6:4とする。

勝率が戦績として残るゲームなどでは一番分かり易いダイアグラムとなる。

### 割り振り方式
有利・不利に応じて決められた点数を割り振る方式。10点を割り振る場合、ほぼ互角ならば5点ずつを、片方が圧倒的有利（不利）なら10点と0点となる。
合計を求めたり、仮に全組み合わせが互角である場合（すなわち、全ての点数が5点である時）との比較を行い、順位付けを行うこともある。
ただし、この数字は単純に勝率を表すものではなく、どの程度ゲームの主導権を握ることができるか、つまり支配率を表し、互いに体力ゲージを減らした割合等で計算される。実際に腕が近い者どうしが対戦を行ったとき（2ラウンド先取の場合）は6：4の組み合わせで6側が7割前後、7：3で7側が9割前後の勝率になりやすいと言われる。
当然サッカーのボールポゼッションのように明確な数値を出せる訳ではないため、数値の設定は作成者の感覚に依存する面が大きい。このため、複数の作成者によってより「客観的な」ダイアグラムが求められることも多い。ただし、ゲーム機により自動集計されるダイアグラムは単純に勝率をもとに数値化されている。
以下は割り振り方式による、数字の組み合わせの解説である。数字の最小単位は一般的には1だが、より細かく0.5刻みや0.1刻みで設定される場合もある。
5：5
ほぼ互角である。両者が同じキャラクターを使っている場合は基本的にこれに当てはまる。
ただしタイトルによっては1プレイヤー側と2プレイヤー側とで仕様が若干異なる場合があるため、同キャラ戦が必ずしも完全に互角とは限らない。
5.5：4.5
かなりやりこまれたカードにおいて、6：4ほど明確な差ではなく、5：5というには少し一方が有利なので差を付けたい場合に使われる。
これ以外にも、0.5区切りで付けられる場合は基本的に上下の相性値の中間的な意味合いが込められる（例　6.5：3.5…運と実力だけではどうにもならないほどの差はあるが、展開次第では覆し得る可能性を持った組み合わせ）。
6：4
それなりの有利不利は感じるが、運と実力で十分対処できる範囲内。
数値が概ねこのあたりまでに収まっているタイトルは、キャラクター間の対戦バランスが良いと言える。
7：3
有利不利が明らかに極端。かなり一方的な展開になりやすい組み合わせで、上級者同士の対戦なら7側が負けることは少ない。
これ以上の差が付く組み合わせが多数ある場合は、ゲームバランスが悪いと言っても過言ではない。
8：2
2側がいわゆる詰みと呼ばれる、勝てる見込みが極めて低い状況に陥る。非常に不利な読み合いに何度も勝つ必要がある。
9：1
基本的に何をやっても勝てず、運良く相手のミスで勝ち得る程度。多くの場合下記の10：0は現実的にあり得ないので、それに代わる組み合わせ。
ミスをしなければ常に確定行動が存在するが、一度、あるいは二度のミスで、たとえ有利な読み合いであっても確定行動が消滅する場合や、開幕直後の選択肢に勝利しなければ（敗北した場合は次以降の選択肢に勝利しなければ）勝利を確定するルーチンに移行できない場合など。
10：0
一方が人間に現実的に可能なある行動パターンを取った時に、もう一方のプレイヤーがいかなる行動を取ったとしても勝敗が覆ることがない組み合わせ。対戦者のレベルにどれほどの大差があっても必ず有利側が勝つ。というくらい差があるという事を誇張して言う時に使われる。ギャラリーが一方的な状況を悲観して言う場合や、負けた側の言い訳に使われる場合も多々ある。
現実的にはほぼあり得ないが、『ストリートファイターZERO2』の真・豪鬼対EXザンギエフや、『ワールドヒーローズ』のジャンヌ対マッスルパワーなど、10:0とされている組み合わせは存在している。
| ＼ | A   | B   | C   | D   | E   | F   | G   | H   | 合計 | ±    | 順位 |
| -- | --- | --- | --- | --- | --- | --- | --- | --- | ---- | ---- | ---- |
| A  | -   | 5.0 | 5.0 | 6.0 | 5.5 | 5.0 | 4.5 | 5.0 | 36.0 | +1.0 | 3    |
| B  | 5.0 | -   | 5.0 | 6.0 | 5.5 | 5.5 | 4.5 | 4.0 | 35.5 | +0.5 | 4    |
| C  | 5.0 | 5.0 | -   | 6.0 | 5.5 | 6.0 | 5.0 | 5.5 | 38.0 | +3.0 | 2    |
| D  | 4.0 | 4.0 | 4.0 | -   | 4.5 | 4.0 | 4.5 | 5.0 | 30.0 | -5.0 | 8    |
| E  | 4.5 | 4.5 | 4.5 | 5.5 | -   | 6.0 | 4.5 | 4.0 | 33.5 | -1.5 | 6    |
| F  | 5.0 | 4.5 | 4.0 | 6.0 | 4.0 | -   | 4.0 | 5.5 | 33.0 | -2.0 | 7    |
| G  | 5.5 | 5.5 | 5.0 | 5.5 | 5.5 | 6.0 | -   | 5.5 | 38.5 | +3.5 | 1    |
| H  | 5.0 | 6.0 | 4.5 | 5.0 | 6.0 | 4.5 | 4.5 | -   | 35.5 | +0.5 | 4    |

### 単純比較方式
性能差にかかわらず有利ならば○（1点）、不利ならば×（-1点）、互角ならば△（0点）とする方式。
以下は割り振り方式での例を単純比較方式で再作成したものである。割り振り方式と単純比較方式との間で順位に差異が見られる。
| ＼ | A  | B  | C  | D  | E  | F  | G  | H  | 合計 | 順位 |
| -- | -- | -- | -- | -- | -- | -- | -- | -- | ---- | ---- |
| A  | － | △  | △  | ○  | ○  | △  | ×  | △  | +1   | 3    |
| B  | △  | － | △  | ○  | ○  | ×  | ×  | ×  | -1   | 4    |
| C  | △  | △  | － | ○  | ○  | ○  | △  | ○  | +4   | 2    |
| D  | ×  | ×  | ×  | － | ×  | ×  | ×  | △  | -6   | 8    |
| E  | ×  | ×  | ×  | ○  | － | ○  | ×  | ×  | -3   | 7    |
| F  | △  | ×  | ×  | ○  | ×  | － | ×  | ○  | -2   | 6    |
| G  | ○  | ○  | △  | ○  | ○  | ○  | － | ○  | +6   | 1    |
| H  | △  | ○  | ×  | △  | ○  | ×  | ×  | － | -1   | 4    |

## 派生
対戦型格闘ゲーム以外でも対戦要素およびキャラ間の相性が存在するゲーム、例えばパズルゲームでもダイアグラムが作られることがある。
また主にバトル要素の強い漫画・アニメ・小説において、作中では戦うことのなかった組み合わせも含め、登場キャラクターの序列を作品ファンが独自に考察する際に用いられることもある。